# Helena Zaorska

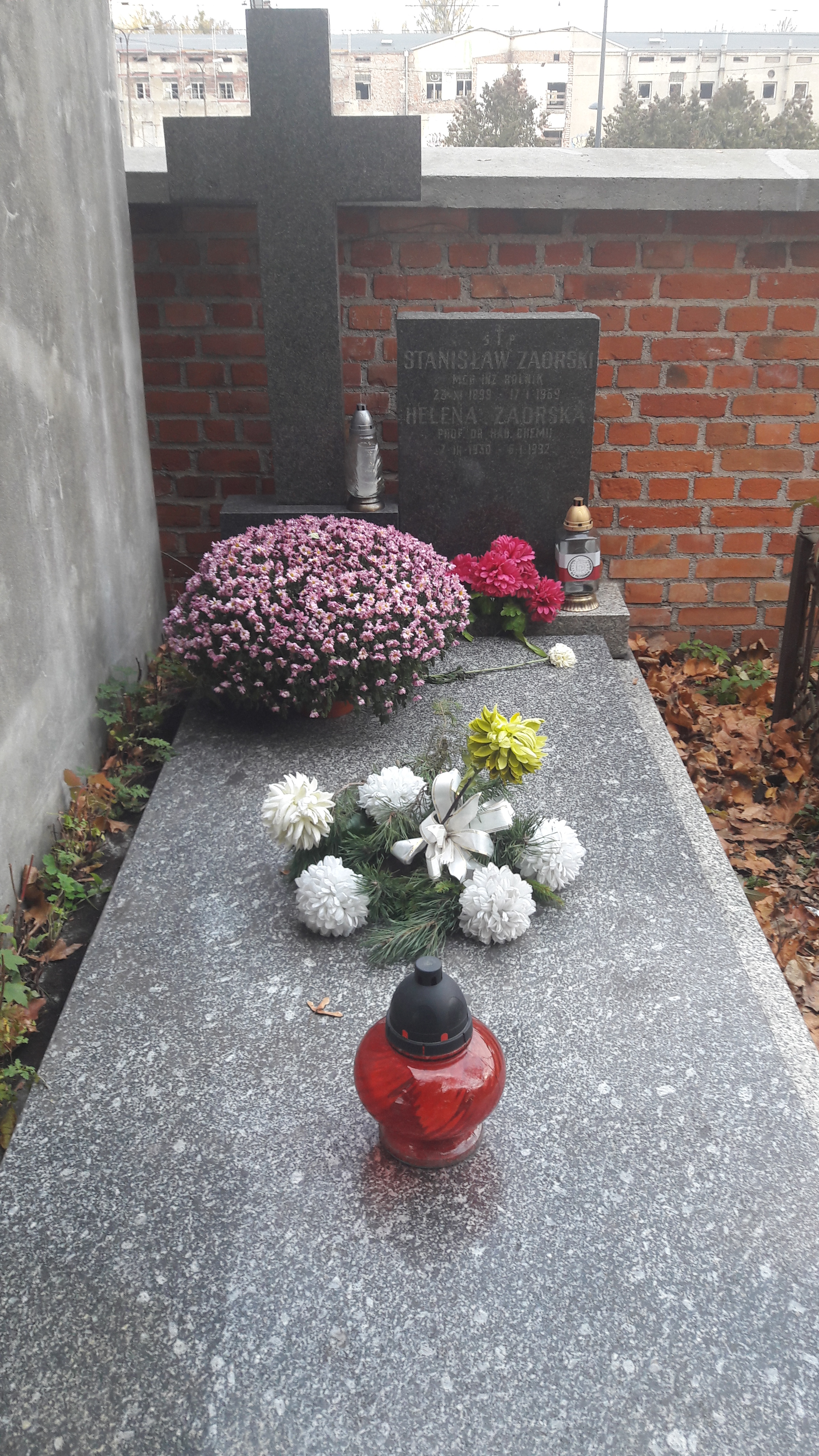
Grób Heleny Zaorskiej na cmentarzu Powązkowskim

Helena Zaorska (ur. 7 marca 1930 w Warszawie, zm. 6 stycznia 1992 tamże) – polska specjalistka w zakresie chemii cukrów, profesor Politechniki Łódzkiej.
W 1952 roku ukończyła studia na Wydziale Chemicznym Uniwersytetu Mikołaja Kopernika w Toruniu. W 1952 roku w Politechnice Łódzkiej rozpoczęła pracę w Katedrze Cukrownictwa. W 1961 roku uzyskała stopień doktora nauk technicznych, a w 1966 roku doktora habilitowanego. Tytuł profesora nadzwyczajnego otrzymała w 1983 roku.
Współpracowała z przemysłem cukrowniczym i instytucjami z nim związanymi. Była autorką i współautorką około 100 prac badawczych. Wypromowała 4 doktorów.
W latach 1981–1984 była prodziekanem Wydziału Chemii Spożywczej Politechniki Łódzkiej. Była członkiem Łódzkiego Towarzystwa Naukowego (1972), rady naukowej Międzynarodowej Komisji Technologii Cukru C1TS (1973), Komitetu Technologii i Chemii Żywności PAN (1978). Posiadała liczne odznaczenia, w tym francuski srebrny i brązowy medal Commission lnternationale desIndustries Alimentaires.
Została pochowana na cmentarzu Powązkowskim w Warszawie (kwatera pod Temlerem-33).